# The Catwalk
The Catwalk is de twaalfde aflevering van het tweede seizoen van de Amerikaanse sciencefictiontelevisieserie Star Trek: Enterprise. Het is de 36e aflevering van de serie, voor het eerst uitgezonden in 2002.

## Verhaal
Als de bemanning van de USS Enterprise (NX-01) net wil beginnen aan het onderzoeken van een buitenaardse planeet met veel plantenleven en twee zonnen, worden ze door een ander schip gewaarschuwd dat ze moeten vluchten voor een ruimtestorm van neutrino's. De storm verplaatst zich zo snel, dat de sensoren van de Enterprise hem nog niet kunnen waarnemen en dat ze met Warp 7 moeten vluchten. Echter kan de Enterprise niet sneller dan Warp 5.
Later wordt bekeken hoe dit opgelost kan worden. Het front van de storm is groter dan 6 lichtjaar, waardoor ze er niet omheen kunnen varen. Uiteindelijk wordt besloten dat de gehele bemanning moet vluchten naar een sectie van het schip die The Catwalk genoemd wordt; een smalle, verstevigde gang die normaliter alleen voor onderhoud gebruikt wordt. Dit omdat de storm bepaalde gevaarlijke isotopen voor mensen bevat, waardoor alleen de ziekenboeg en de onderhoudstunnel veilig zijn. Echter zou niet de hele bemanning in de ziekenboeg passen. De aliens die de bemanning van de Enterprise waarschuwden, verhuizen ook mee naar de gang. Daar moeten ze minimaal acht dagen verblijven, is de verwachting, voordat de storm voorbij is.
In het begin is de sfeer gemoedelijk, op het enigszins onbeschofte gedrag van hun "gasten" na. Later blijkt echter dat een deel van de warpmotor, de antimaterie-injectoren, online zijn gekomen, terwijl dat alle grote elektrische systemen op het schip uitgeschakeld zouden moeten zijn. Overste Trip Tucker trekt een beschermend pak aan en gaat kijken, waar hij erachter komt dat de Enterprise is geënterd. Hij komt er ook achter dat de piraten van hetzelfde ras zijn als de aliens die hen hadden gewaarschuwd. Als zij worden ondervraagd, blijkt dat de personen die zich door de Enterprise bewegen bij een militie horen en waarschijnlijk de Enterprise willen stelen. Verder meldt overste T'Pol dat de binnengedrongen militanten nog niet weten dat de bemanning van de Enterprise gewoon aan boord is, maar dat ze wel snel moeten handelen om dat voordeel te behouden. Als dan de warpmotor door de piraten wordt aangezet (waardoor de Catwalk langzaam tot dodelijke temperaturen opwarmt), wordt dit punt extra duidelijk.
Een team van drie personen, bestaande uit kapitein Jonathan Archer, T'Pol en luitenant Malcolm Reed gaat in de beschermende ruimtepakken onderweg om hun vijand uit te schakelen. Uiteindelijk lukt het T'Pol en Reed de warpmotor uit te schakelen, waardoor het gevaar voor de bemanning voorlopig is geweken. Als Archer het schip uiteindelijk dreigt te vernietigen als de piraten het schip niet verlaten en dit kracht bij zet door het richting een dodelijke plasmawervel te sturen, worden de indringers gedwongen het schip te verlaten, daar ze zelf niet de controle over het roer van de Enterprise kunnen bemachtigen. De oorspronkelijke gasten bieden hun excuses aan, en gaan, nadat de Enterprise uit de storm is, weer hun eigen weg.

## Acteurs

### Hoofdrollen
- Scott Bakula als kapitein Jonathan Archer
- John Billingsley als dokter Phlox
- Jolene Blalock als overste T'Pol
- Dominic Keating als luitenant Malcolm Reed
- Anthony Montgomery als vaandrig Travis Mayweather
- Linda Park als vaandrig Hoshi Sato
- Connor Trinneer als overste Charles "Trip" Tucker III

### Gastrollen
- Scott Burkholder als Rellus Tagrim
- Zach Grenier als Renth
- Danny Goldring als buitenaardse kapitein
- Aaron Lustig als Guri

### Bijrollen

#### Bijrollen met vermelding in de aftiteling
- Brian Cousins als buitenaardse luitenant
- Sean Smith als buitenaards bemanningslid
- Elizabeth Magness als bemanningslid van de Enterprise

#### Bijrollen zonder vermelding in de aftiteling
- Jeff Allen als piraat
- Adam Anello als bemanningslid van de Enterprise
- Craig Baxley junior als piraat
- Solomon Burke junior als bemanningslid Billy
- Mark Correy als bemanningslid Alex
- Daphney Dameraux als bemanningslid van de Enterprise
- Vince Deadrick junior als piraat
- Evan English als vaandrig Tanner
- Nikki Flux als bemanningslid van de Enterprise
- Hilde Garcia als bemanningslid Rossi
- Hank Gartrel als piraat
- Bryan Heiberg als bemanningslid van de Enterprise
- Scott Hill als vaandrig Hutchison
- Aldric Horton als bemanningslid van de Enterprise
- Amina Islam als bemanningslid van de Enterprise
- Baron Jay als bemanningslid van de Enterprise
- John Jurgens als bemanningslid van de Enterprise
- Martin Ko als bemanningslid van de Enterprise
- Kyla Kuhner als bemanningslid van de Enterprise
- Aouri Makhlouf als bemanningslid van de Enterprise
- Marnie Martin als bemanningslid van de Enterprise
- Michael McAdam als bemanningslid van de Enterprise
- Marlene Mogavero als bemanningslid van de Enterprise
- Bobby Pappas als bemanningslid van de Enterprise
- Lidia Sabljic als bemanningslid van de Enterprise
- Richard Sarstedt als Chef
- Jan Shiva als bemanningslid van de Enterprise
- Jessica Vash als bemanningslid van de Enterprise
- John Wan als bemanningslid van de Enterprise
- Mark Watson als bemanningslid van de Enterprise
- Todd Wieland als bemanningslid van de Enterprise
- Cricket Yee als bemanningslid van de Enterprise

### Stand-ins
- David Keith Anderson als stand-in voor Anthony Montgomery
- Evan English als stand-in voor Dominic Keating
- Louis Ortiz
- J.R. Quinonez als stand-in voor John Billingsley
- Richard Sarstedt als stand-in voor Scott Bakula
- Jessica Vash als stand-in voor Jolene Blalock en Elizabeth Magness
- Mark Watson als stand-in voor Connor Trinneer
- Cricket Yee als stand-in voor Linda Park